# Thomas Knyvet, 1:e baron Knyvet
Thomas Knyvet, 1:e baron Knyvet (alternativt Knevytt, Knyvett, Knevett eller Knevitt), född 1545, död 27 juli 1622, var son till sir Henry Knyvet av Charlton, Wiltshire och Anne Pickering, dotter till sir Christopher Pickering av Killington, Westmorland. Hans brorsdotter, Catherine Knyvet, var gift med Thomas Howard, 1:e earl av Suffolk. Knyvet utbildade sig på Jesus College i Cambridge under 1560-talet. 1579 blev han utsedd till High Sheriff i Norfolk och 1601 tog han plats i parlamentet för Thetfords räkning. Den 21 juli 1597 gifte sig Knyvet med Elizabeth Hayward, dotter till sir Rowland Hayward och änka till Richard Warren av Claybury, Essex. Han adlades 1604.
Knyvet är känd för sitt ingripande i krutkonspirationen. Den 26 oktober 1605 hade William Parker, 4:e baron Monteagle mottagit ett anonymt brev i vilket det stod att han skulle hålla sig borta från parlamentets öppnande den 5 november samma år eftersom något fruktansvärt skulle ske där. Monteagle var osäker på exakt vad brevet syftade på så han tog det till Robert Cecil, 1:e earl av Salisbury, som var Secretary of State vid tillfället. Salisbury visade upp brevet för Jakob I av England, som ansåg att brevet antydde något som berörde eld och krut. På lördagen den 2 november bestämde sig riksrådet för att Westminsterpalatset skulle genomsökas. På måndagen den 4 november genomfördes den första genomsökningen, ledd av Thomas Howard, 1:e earl av Suffolk, och då fann de en stor hög med kvistar som låg i ett hörn i källarvalvet under det brittiska överhuset. Jakob beordrade att ännu en genomsökning skulle genomföras, vilket skedde runt midnatt natten till den 5 november. Denna genomsökning leddes av Knyvet och de fann då Guy Fawkes i källarvalvet under det brittiska överhuset, där han vaktade kruttunnorna. Fawkes arresterades på plats och därmed misslyckades hela krutkonspirationen.
Efter krutkonspirationen tilldelades Knyvet en herrgård i Stanwell och senare, 1613, ännu en herrgård fast i Staines-upon-Thames. Han satt med i parlamentet 1607 för Escrick, Yorkshires del. Knyvet ska även ha haft en långtgående dispyt med Edward de Vere, 17:e earl av Oxford, under vilken Knyvet ska ha skadat Oxford vid åtminstone ett tillfälle. Knyvet avled sedan den 27 juli 1622 på King Street i London.